# Франк Давід
Франк Давід (фр. Franck David, 21 березня 1970) — французький яхтсмен.
Олімпійський чемпіон 1992 року в класі Лехнер A-390.